# Sahneröschen

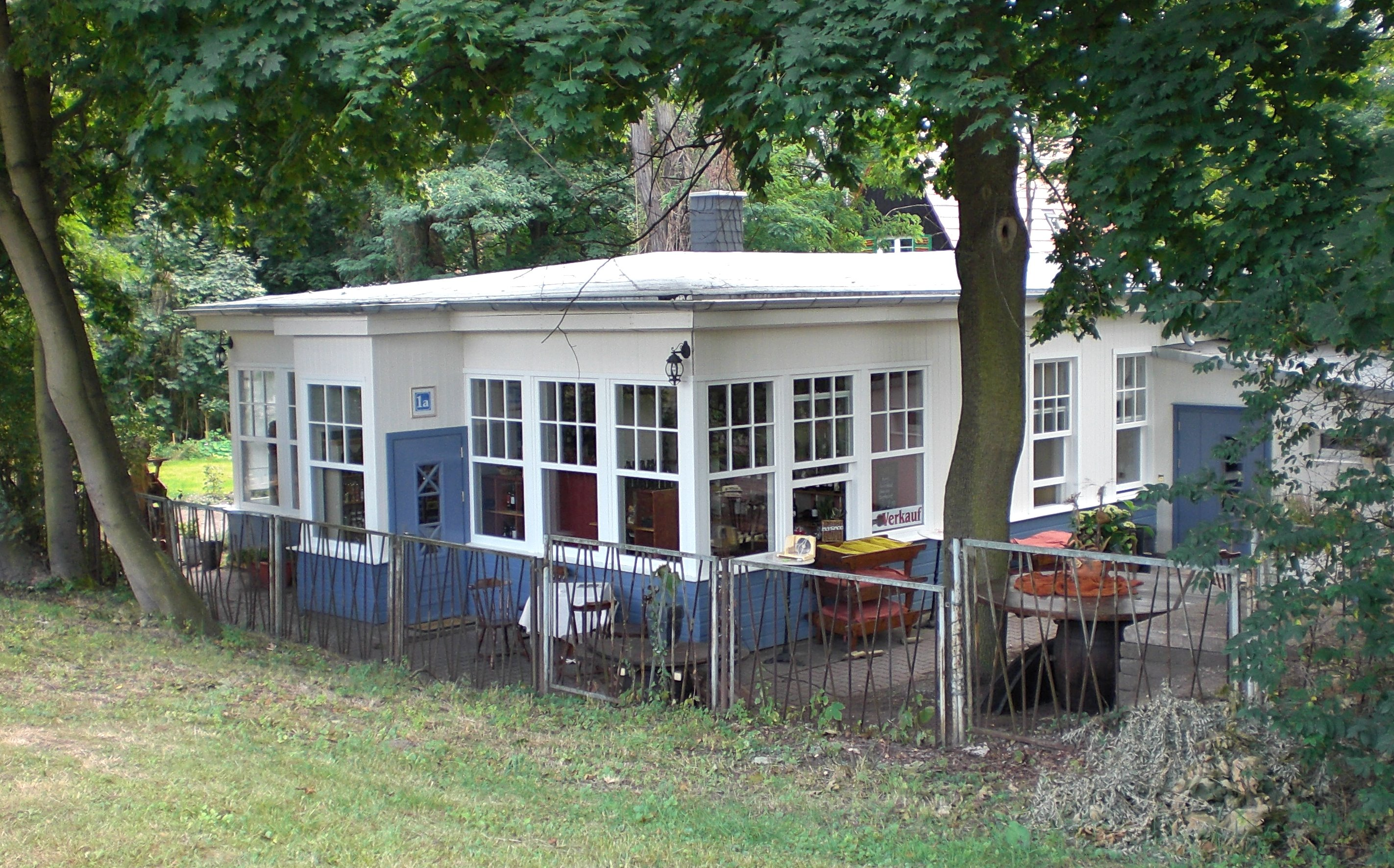
Sahneröschen – Front zur Schönebecker Straße

Das Sahneröschen ist ein denkmalgeschütztes Gebäude im Magdeburger Stadtteil Buckau. Nach dem Denkmalverzeichnis der Stadt Magdeburg ist es das einzig erhaltene Gebäude in Deutschland, das die Kiosk-Verkaufskultur der 1920er Jahre repräsentiert.

## Lage
Das Gebäude befindet sich an der Westseite der Schönebecker Straße, gegenüber dem Klosterbergegarten.

## Geschichte
Seit ca. 1886 hatte der Milchhändler Friedrich Rose in der Kaiserstraße 61 in Magdeburg, im Souterrain, den Verkauf von Milcherzeugnissen begonnen. Nach seinem Tode 1888 hatte seine Witwe ein Milchgeschäft in der Bahnhofstraße 15 in Magdeburg, 1891 ein Milchgeschäft in der Franziskanerstraße 3a in Magdeburg, 1896 wurde daraus eine Milchkuranstalt, eingetragen 1898 als Molkerei/Milchhandlung und 1913 als Molkerei. Die beiden Töchter Ada und Walda Rose firmierten nach dem Ableben der Mutter 1913 in Magdeburg wie folgt: 1913 Hallesche Straße 1, 1920 Hallesche Straße / Milchkuranstalt, 1930 Milchkuranstalt + Gaststätte, 1935 Café und Konditorei und 1941 Café Sahneröschen, Porsestraße 2.
Der Kern des Gebäudes „Café Sahneröschen“ stammt aus dem Ende des 19. Jahrhunderts. In den Jahren 1924/25 baute Walther Rose das Objekt zu einem Kiosk mit Gartenlokal um. Walther Rose war vermutlich ein Onkel der beiden Geschwister, da der Vater von Ada und Walda Rose Friedrich Rose hieß und bereits 1886 verstarb. Möglich ist auch, dass Walther Rose ein Bruder von Ada und Walda war. Allerdings sind nur 3 Kinder von Friedrich Rose bekannt und keines dieser Kinder hieß Walther. In dem als Milchanstalt bezeichneten Lokal gab es vor allem Milch und Kuchen. Auch Roses Töchter Ada und Walda arbeiteten im Lokal mit. Mit Bezug auf den Familiennamen Rose und den angebotenen Waren ergab sich die gebräuchliche Bezeichnung Sahneröschen.
Nach dem Zweiten Weltkrieg musste die Familie Rose den Betrieb aufgeben. Über längere Zeit wurde das Objekt als Kindergarten genutzt. Später hatten die Gesellschaft für Deutsch-Sowjetische Freundschaft (DSF) und nach der politischen Wende des Jahres 1989 in der DDR der Verein zur Förderung der Rationalisierung in Klein- und Mittelbetrieben der DDR (VFR) hier ein Büro. Es schloss sich eine Nutzung durch ein Planungsbüro an. In dieser Zeit kam es zu einem Brand. Nach dem Auszug des Planungsbüros stand das Sahneröschen über viele Jahre leer. Es kam zu weiteren Bränden und Vandalismusschäden. Das stark verfallene Gebäude wurde schließlich von Familie Bartels erworben und im Jahr 2008 in acht Monaten denkmalgerecht saniert.
Heute wird das Sahneröschen als Wohnhaus und Weinkontor genutzt.